# Loi relative aux droits des malades et à la qualité du système de santé
Loi Kouchner, loi anti-Perruche
Pour les articles homonymes, voir Kouchner.
Ne doit pas être confondu avec Loi relative aux droits des malades et à la fin de vie.
Lire en ligne

Loi du 4 mars 2002 sur Légifrance

Affaire Perruche
La loi no 2002-303 du 4 mars 2002 relative aux droits des malades et à la qualité du système de santé, aussi appelée loi Kouchner (ministre de la Santé de l'époque) ou loi anti-Perruche a été promulguée par le président de la République française, Jacques Chirac.
Considérée comme l'occasion de régler les difficultés soulevées par l'arrêt Perruche, cette loi a été élaborée après de nombreuses concertations et déclare avoir pour objectif de développer la démocratie sanitaire (titre Ier), d'améliorer la qualité du système de santé (titre II) et de mieux réparer les risques sanitaires (titre III). Elle traite aussi de la question du secret médical en France.

## Dispositions principales de la loi
Établissant la notion juridique de droit des malades, elle instaure :
- une meilleure représentation des usagers au sein des grandes institutions de la Santé et des Hôpitaux ;
- le droit des patients d'accéder directement (sans passer par un médecin) et de disposer de la totalité de leur dossier médical. Le dossier médical personnel, créé par la loi de 2004, reste la propriété des patients [4] ;
- une indemnisation de l'aléa thérapeutique, c'est-à-dire d'un accident médical sans faute du professionnel.

La « loi Kouchner » :
- modifie également les dispositions de la loi de 1990, concernant l'hospitalisation sans consentement. Elle précise en outre qu'« aucun acte médical ni aucun traitement ne peut être pratiqué sans le consentement libre et éclairé de la personne et ce consentement peut être retiré à tout moment » ;
- oblige en outre les médecins à faire connaître leurs liens avec les entreprises lorsqu'ils communiquent à propos d'un produit médical : médicament, etc.
- autorise — compte tenu des décrets d'application publiés à ce jour — la pratique de l'ostéopathie sous certaines conditions (en particulier en la restreignant aux cas pouvant être soignés par de la simple médecine douce et ne requérant pas d'intervention médicale plus poussée).

## Structure de la loi

### TitreIer: Solidarité envers les personnes handicapées
- Art. 1er, dont les dispositions ont été transférées dans le code de l'action sociale et des familles par la loi du 11 février 2005 relative aux handicapés et à l'égalité des chances. Outre des dispositions concernant les personnes handicapées, le premier alinéa est une référence directe à l'arrêt Perruche, déclarant que « Nul ne peut se prévaloir d'un préjudice du seul fait de sa naissance »— Loi du 4 mars 2002, article 1er I.[7].
- Art. 2d introduit l'article L. 344-5 dans le code de l'action sociale et des familles (concerne les frais d'hébergement et d'entretien des personnes handicapées dans les établissements de rééducation professionnelle et d'aide par le travail ainsi que dans les foyers et foyers-logements)

### TitreII: Démocratie sanitaire

#### ChapitreI: Droits de la personne
Art. 3 à 10.
L'art. 3 :
- invoque le « droit fondamental à la protection de la santé » ;
- exige le respect de la dignité de la personne malade ;
- refuse toute discrimination dans les soins donnés ;
- garantit le respect du droit à la vie privée et au secret médical et précise leur étendue et limites;
- fait allusion aux soins palliatifs, en déclarant que « Les professionnels de santé mettent en œuvre tous les moyens à leur disposition pour assurer à chacun une vie digne jusqu'à la mort. » (Article L1110-5 du Code de la santé publique ; voir aussi législation sur l'euthanasie par pays#France) ;
- oblige les « politiques d'évaluation » de l'activité des établissements sanitaires à prendre en compte le droit des malades.

#### ChapitreII: Droits et responsabilités des usagers
Art. 11 à 19.

#### ChapitreIII: Participation des usagers au fonctionnement du système de santé
Art. 20 à 22.

#### ChapitreIV: Responsabilités des professionnels de santé
Art. 23 à 33.
L'art. 26 insère notamment l'art. L4113-13 dans le Code de la santé publique, lequel fait obligation « aux membres des professions médicales qui ont des liens avec des entreprises et établissements » liées à la santé « de les faire connaître au public lorsqu'ils s'expriment lors d'une manifestation publique ou dans la presse écrite ou audiovisuelle sur de tels produits. »
Devant le refus des pouvoirs publics de publier le décret permettant l'application de cet article, le Formindep a déposé le 5 mars 2007 un recours devant le Conseil d'Etat exigeant sa publication dans les deux mois.
À la suite de la publication des décrets, le Formindep a lancé une procédure d'observation, qui a conduit quatre médecins a comparaître devant le Conseil de l'Ordre de Paris en juin 2009.

#### ChapitreV: Orientations de lapolitique de santé
Art. 34.

#### ChapitreVI: Organisation régionale de la santé
Art. 35 à 44.

### TitreIII: Qualité du système de santé

#### ChapitreIer: Compétence professionnelle
Art. 45 à 58.

#### ChapitreII: Formation médicale continue et formation pharmaceutique continue
Art. 59 à 61.

#### ChapitreIII: Déontologie des professions et information des usagers du système de santé
Art. 62 à 78.
L'art. 75 régule « l'usage professionnel du titre d'ostéopathe ou de chiropracteur. » Pour les ostéopathes, le décret d'application a été publié le 25 mars 2007.
La chiropraxie est également reconnue par l'état depuis la parution du décret no 2011-32 du 7 janvier 2011 relatif aux actes et aux conditions d'exercice de la chiropraxie.

#### ChapitreIV: Politique de prévention
Art. 79 à 83.

#### ChapitreV: Réseaux
Art. 84.

#### ChapitreVI: Dispositions diverses
Art. 85 à 97.

### TitreIV: Réparation des conséquences des risques sanitaires
Art. 98 à 107.
Concerne en particulier le droit des assurances et les questions relatives à la responsabilité des médecins en cas de faute.
La loi crée l'Office national d'indemnisation des accidents médicaux (ONIAM).

### TitreV: Dispositions relative à l'outre-mer
Art. 108 à 127.